# Moment of Surrender
«Moment of Surrender» — песня рок-группы U2, третий трек их альбома 2009 года No Line on the Horizon.
В 2011 году журнал Rolling Stone поместил песню «Moment of Surrender» в исполнении группы U2 на 160 место своего списка «500 величайших песен всех времён».

## Сюжет песни
Длительность песни — 7 минут. По выражению музыкального сайта Songfacts, это духовная баллада о прозрении, снизошедшем [на поющего / героя песни] у банкомата, и песня.
Как пишет тот же сайт Songfacts, по задумке группы песня «Moment of Surrender» выполняет в альбоме No Line on the Horizon ту же роль, что песня «One» в альбоме Achtung Baby.